# Nicolás de Jesús López Rodríguez
Nicolás de Jesús kardinál López Rodríguez (31. října 1936 Barranca) je římskokatolický kněz z Dominikánské republiky, emeritní arcibiskup arcidiecéze Santo Domingo, kardinál.

## Kněz
Studoval v semináři v Santo Domingo, kněžské svěcení přijal 18. března 1961. Poté si doplňoval studia v Římě, mj. na Papežské univerzitě Gregoriana a na Papežské univerzitě svatého Tomáše Akvinského (Angelicum), kde získal doktorát ze společenských věd. Při kněžském působení v diecézi La Vega se věnoval zejména pastoraci mládeže a rodin, posléze se stal generálním vikářem diecéze.

## Biskup
V lednu 1978 byl jmenován biskupem diecéze San Francisco de Macoris, biskupské svěcení přijal 25. února téhož roku, světitelem byl arcibiskup Santo Domingo kardinál Octavio Beras Rojas. V letech 1979 až 1984 byl rektorem univerzity v sídle diecéze. Dne 15. listopadu 1981 nahradil kardinála Berase Rojase na arcibiskupském stolci v Santo Domingo a v dubnu 1982 také ve funkci vojenského ordináře v Dominikánské republice. V dubnu 1991 byl zvolen předsedou Rady latinskoamerických biskupských konferencí.

## Kardinál
V květnu 1991 bylo oznámeno jeho jmenování kardinálem, kardinálské insignie mu předal na konsistoři 28. června 1991 papež Jan Pavel II. . Kardinál López Rodriguez zastupoval papeže na církevních slavnostech jako speciální vyslanec - mj. na Mezinárodním eucharistuickém kongrese v Seville (červen 1993) nebo na Mariánském kongrese v Ekvádoru v srpnu 1994. Během konkláve v roce 2005 byl zmiňován mezi tzv. papabile, možnými nástupci zemřelého papeže.
Dne 4. července 2016 přijal papež František jeho rezignaci na post arcibiskupa Santo Dominga a vojenského ordináře Dominikánské republiky.

## Vyznamenání
- velkokříž Řádu Isabely Katolické – Španělsko, 12. července 1989[1]
- velkokříž Řádu peruánského slunce – Peru, 2006